# Campionato europeo rallycross 2013
Il campionato europeo di rallycross 2013 è la 38ª edizione del campionato europeo di rallycross. La stagione ha previsto 9 prove in altrettanti Paesi.
Il titolo piloti della classe SuperCars (vetture sovralimentate a trazione integrale) è stato vinto per la seconda volta da Timur Timerzyanov al volante di una Citroën DS3.

## Classifiche

### Classifica campionato piloti categoria SuperCars
| Pos | Pilota                   | Auto                       | GBR    | POR    | HUN       | FIN    | NOR    | SVE      | FRA      | AUS    | GER    | Totale |
| --- | ------------------------ | -------------------------- | ------ | ------ | --------- | ------ | ------ | -------- | -------- | ------ | ------ | ------ |
| 1   | Timur Timerzyanov        | Citroën DS3                | 11+6+2 | 16+6+0 | 15+6+5    | 10+6+5 | 12+5+5 | 7+3      | 16+4+3   | 9+4+5  | 15+6+3 | 185    |
| 2   | Davy Jeanney             | Citroën C4                 | 13+5+D | 15+4+2 | 16+5+4-15 | 12+1   | 13+5+4 | 14+1     | 15+5+4   | 10+4+4 | 12+3   | 156    |
| 3   | Timmy Hansen             | Citroën DS3                | 16+5+4 | 7+3    | 14+6+6    | 16+5+4 | 10+1   | 10+5+4   | 10+2     | 7+3    | 6+1    | 145    |
| 4   | Andreas Bakkerud         | Citroën DS3                | 5      | 14+1   | 2         | 11+4+1 | 16+6+2 | 15+6+6   | 14+6+6   | 4      | 4+5+5  | 133    |
| 5   | Liam Doran               | Citroën DS3                | 6      | 8+5+6  | 6         | 13+5+3 | 7+6+6  | 0        | 3        | 16+6+2 | 14+5+4 | 121    |
| 6   | Alexander Hvaal          | Citroën DS3                | 12-15  | 6+4+3  | 11+5+1    | 5+2    | 6+4+3  | 16+2     | 7+2      | 13+5+6 | 8+4+6  | 116    |
| 7   | Anton Marklund           | Volkswagen Polo Mk5        | 15+1   | 9+2    | 12+3      | 8+3    | 14+3   | 0        | 4        | 14+2   | 10+2   | 102    |
| 8   | Petter Solberg           | Citroën DS3                | 8+2    | 11+6+4 | 9+1       | 9+6+2  | 4      | 6+4+1-30 | 9+6+5-15 | 15+6+1 | 16+6+1 | 93     |
| 9   | Tanner Foust             | Ford Fiesta Mk7            | 14+6+6 |        |           | 14+4+6 |        |          | 12+5+1   |        |        | 68     |
| 10  | Peter Hedström           | Škoda Fabia Mk2            | 0      | 4+3    | 7+4+2     | 0      | 11+4+1 | 0        | 0        | 12+3   | 11+1   | 63     |
| 11  | Stig-Olov Walfridsson    | Renault Clio Mk3/5         | 3+3    | 12+2   | 0         | 0      | 1      | 3        |          | 6+5+3  | 13+4+2 | 57     |
| 12  | Knut Ove Børseth         | Škoda Fabia/Ford Focus Mk2 | 9+2    | 10     | 10+4+3    | 7+1    | 0      | 1        |          |        |        | 47     |
| 13  | Mats Lysen               | Renault Clio Mk3/4/5       |        | 13+5+5 | 13+3      | 3      | 0      | 0        |          |        |        | 42     |
| 14  | Henning Solberg          | SAAB 9-3 ASS               | 2+3    |        |           |        | 0      | 9+4+3    | 6+1      |        |        | 28     |
| 15  | Daniel Holten            | Volvo C30/4                |        |        |           |        | 8+2    | 11+5+2   |          |        |        | 28     |
| 16  | Jussi-Petteri Leppihalme | Ford Focus Mk2             | 10+4+5 |        |           | 0      | 5+3    | 0        |          |        |        | 27     |
| 17  | Mattias Ekström          | Volkswagen Polo Mk5        |        |        |           |        |        | 12+6+5   |          |        |        | 27     |
| 18  | Toomas Heikkinen         | Ford Fiesta Mk7            |        |        |           | 15+3   |        |          |          |        |        | 18     |
| 19  | Gaëtan Sérazin           | Peugeot 207                |        |        |           |        |        |          | 11+4+2   |        |        | 17     |
| 20  | Tommy Rustad             | Volvo C30/4                |        |        |           |        | 15+1   | 0        |          |        |        | 16     |